# Конституция Германской Демократической Республики
За сорок лет существования Германской Демократической Республики действовало две конституции, которые с одной стороны гарантировали гражданские права, а с другой служили юридической легитимности политической системы страны. Конституции 1949 г. и 1968 г. (с изменениями 1974 г.) наряду с административной реформой 1952 года и с политическими переменами 1989 года являются важными документами, запечатлевшими историю «социалистического государства на немецкой земле».

## Разработка Конституции 1949 года
Первые дискуссии по новой, демократической конституции велись ещё до падения Третьего рейха в среде политической элиты эмиграции. При этом буржуазные и социально-демократические круги высказывались за скорректированный вариант Конституции Веймарской республики, в то время как коммунисты выступали за абсолютно новую конституцию.
В оккупированной войсками Красной армии части территории Германии, впоследствии именовавшейся советской зоной оккупации Германии после разрешения деятельности демократических партий СДПГ, КПГ, ХДС и ЛПГ (позже ЛДПГ) обсуждение текста конституции приняло реальные формы.
14 ноября 1946 года СЕПГ составила свой проект конституции, предусматривавшей восстановление парламентской демократии, однако в отличие от конституции 1919 года не предусматривавшей верхней палаты парламента, должность президента и большей части автономии земель, законодательным органом являлся парламент (Parlament der Republik), избиравшийся народом, исполнительным — правительство (Regierung der Republik), назначавшийся парламентом и нёсшее ответственность перед ним. 15 ноября СЕПГ выдвинула свой первый проект примерной земельной конституции, 17 ноября второй проект, оба предусматривали восстановление на земельном уровне парламентской демократии. Зимой 1946—1947 года были приняты конституции земель советской зоны оккупации, восстановившие парламентскую демократию на земельном уровне существовавшую до 1933 года, свёрнутую после введения безальтернативных выборов в 1950 году. В 1948 году II Немецкий народный конгресс создал конституционный комитет, который должен был провести всенародное обсуждение проекта конституции.

## Конституция 1949 года
7 ноября 1949 года Немецкий народный совет провозгласил себя Временной Народной Палатой и принял первую конституцию ГДР, предусматривавшую восстановление в стране парламентской демократии существовавшей до 1933 года, что из-за введение безальтернативных выборов в следующем году не состоялось. Данная конституция была составлена на основе проекта предложенной СЕПГ, однако в отличие от него предусматривал двухпалатный парламент (Палаты Земель (Länderkammer), избираемой ландтагами, и Народной Палаты (Volkskammer), избираемой народом по пропорциональной системе сроком на 4 года) и должность Президента (Präsident der Republik), избираемый парламентом сроком на 4 года, а также более широкие права земель. В отличие от конституции 1919 года президентские полномочия были значительно слабее -  президент ГДР не осуществлял командование армией и руководство внешней политикой и избирался парламентом а не всенародным голосованием, а также несколько осложнялось объявление недоверия правительству: также как и Основной закон ФРГ, Конституция ГДР вводила конструктивный вотум недоверия абсолютным большинством голосов по инициативе не менее 1/4 депутатов, однако в отличие Основного закона ФРГ Конституция ГДР вводила обязательность коалиционного правительства (аналогичное положение предусмотрено в Австрии), а также закрепляла принцип назначения премьер-министра из числа крупнейшей фракции. Также в отличие от Основного закона ФРГ — конституция ГДР (также как и конституция 1919 года) предусматривала возможность референдума, народной инициативы и права роспуска народной палаты на основании решения принятого на референдуме. Ключевым различием между конституциями ГДР и ФРГ было то что конституция ГДР предусматривала пропорциональную систему, тогда как в ФРГ утвердилась смешанная избирательная система, что стало основанием отдельных тенденций к двухпартийной системе в ФРГ, с вытеснением КПГ и НКП и сильной конкуренцией между СДПГ и ХДС, в отличие от ГДР где после восстановления альтернативных выборов в 1989 году таких тенденций не было, а отношения между СДПГ и ХДС были менее конкурентными.

## Конституция 1968 года

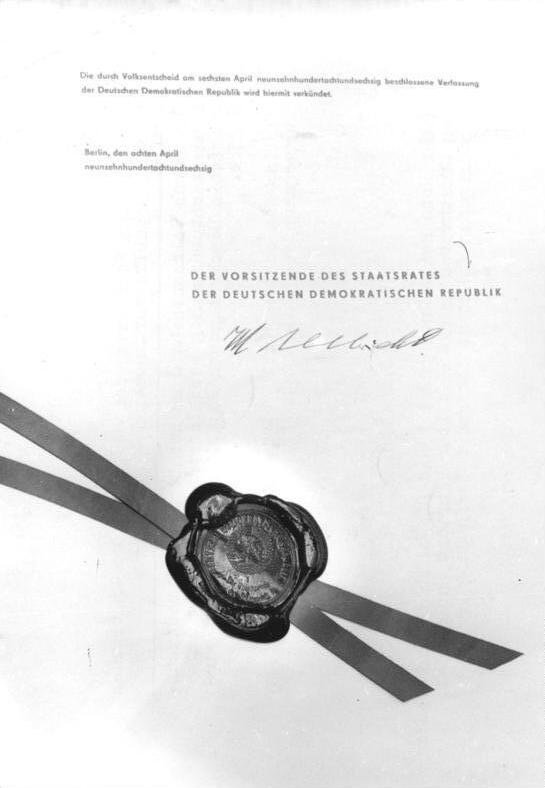
Подпись и печать председателя Государственного совета ГДР Вальтера Ульбрихта на историческом экземпляре новой конституции ГДР 1968 года

После ряда конституционных реформ (упразднение земель в 1953 году, упразднения Палаты Земель в 1958 году, упразднения должности президента в 1960 году), 6 апреля 1968 года на референдуме была принята вторая Конституцию ГДР. Данная конституция не изменила политическую систему, суть новой конституции заключалась в замене веймарской идеологемы на марксисистко-ленинскую о построении «немецкой социалистической нации», внесённой в конституцию в 1974 году. После восстановления альтернативных выборов в данную конституции были внесены значительные изменения (17 июня 1990 года была сильно изменена декларативная часть конституции, 22 июля 1990 года было восстановлено земельное деление). 3 октября 1990 года она была отменена, а на территорию земель бывшей ГДР был распространён Основной Закон ФРГ.

## Немецкая нация в конституциях ГДР

### 1949
статья 1
(1) Германия — неразделимая демократическая республика; она основывается на германских землях.
(2) Республика решает все дела, которые значимы для существования и развития немецкого народа в его совокупности; все остальные дела решаются землями самостоятельно. […]
(4) Существует только одно немецкое гражданство.
статья 2
(1) Цвета Германской Демократической Республики чёрно-красно-золотой. Столица республики — Берлин.

### 1968
статья 1
(1) Германская Демократическая Республика — социалистическое государство немецкой нации. Она — политическая организация трудящихся в городе и деревне, которые совместно под руководством рабочего класса и её марксистско-ленинской партии осуществляют социализм. Столица Германской Демократической Республики — Берлин. […]

### 1974
статья 1
(1) Германская Демократическая Республика — социалистическое государство рабочих и крестьян. Она — политическая организация трудящихся в городе и деревне, которые совместно под руководством рабочего класса и её марксистско-ленинской партии осуществляют социализм. Столица Германской Демократической Республики — Берлин. […]